# Süsta park
Süsta park är en park i Tallinn i Estland. Süsta park ligger 22 meter över havet.